# Maues
Maues (conhecido em grego pelo genitivo ΜΑΥΟΥ, "de Mauou", em suas moedas) foi um rei indo-cita que reinou por volta de 85 a.C.-60 a.C., e que invadiu o território indo-grego do Paquistão moderno.

## Conquistador deGandara

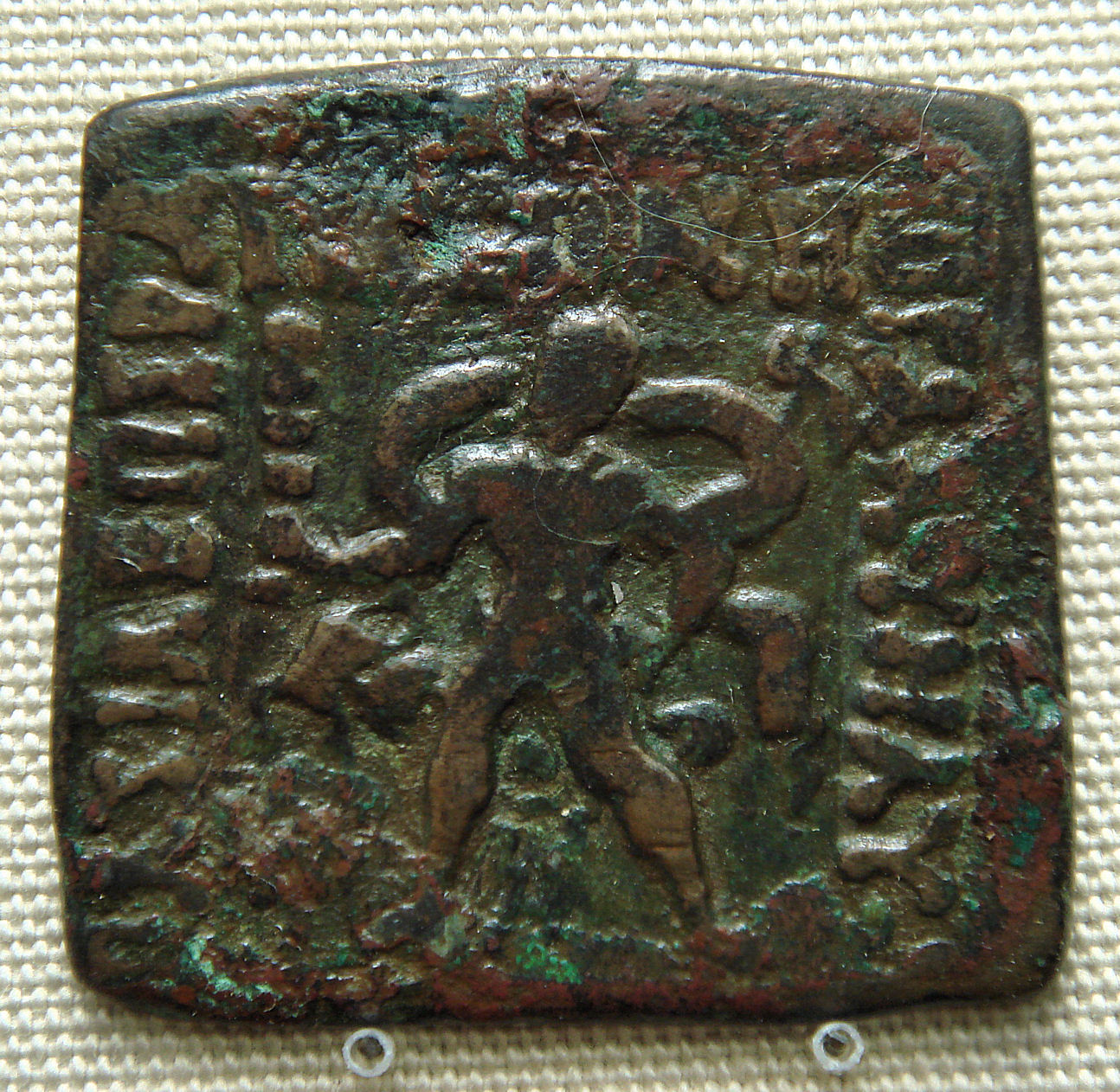
Moeda de Maues representando Balarama, primeiro século antes de Cristo. Museu Britânico.

Maues fez, de Sircape, a sua capital, e cunhou a maioria das suas moedas em Taxila. Mas Maues não conseguiu conquistar o território dos indo-gregos na região do Punjabe, e esse continuou sob o controle grego. Após a sua morte, os indo-gregos reconquistaram a maior parte do seu território.
Maues é conhecido principalmente pelas suas moedas, que são, na grande maioria das vezes, inspiradas na cunhagem indo-grega. Ele representou deidades gregas e indianas, e usou a língua grega e o alfabeto Caroste nos textos das moedas.
Isso tende a indicar um nível de respeito pela cultura grega e um desejo de assimilá-la, mais que destruí-la.
Maues recebeu o título de "O Grande Rei dos Reis", uma versão de um título real tradicional do Império Aquemênida.